# 李嘉人
李嘉人（1914年3月3日—1979年12月22日），男，广东台山人，中华人民共和国教育家、政治人物，曾任中共广东省委常委，广东省人民委员会副省长，中山大学党委第一书记、校长。